# Triacanthus
Triacanthus is een geslacht van straalvinnige vissen uit de familie van driestekelvissen (Triacanthidae).

## Soorten
- Triacanthus biaculeatus (Bloch, 1786)
- Triacanthus nieuhofii Bleeker, 1852